# Grand Prix automobile d'Afrique du Sud 1983
Résultats du Grand Prix automobile d'Afrique du Sud de Formule 1 1983 qui a eu lieu sur le circuit du Kyalami près de Johannesburg le 15 octobre 1983.

## Classement
| Pos. | No | Pilote             | Écurie            | Tours | Temps/Abandon                      | Grille | Points |
| ---- | -- | ------------------ | ----------------- | ----- | ---------------------------------- | ------ | ------ |
| 1    | 6  | Riccardo Patrese   | Brabham-BMW       | 77    | 1 h 33 min 25 s 708 (202,941 km/h) | 3      | 9      |
| 2    | 22 | Andrea De Cesaris  | Alfa Romeo        | 77    | + 9 s 319                          | 9      | 6      |
| 3    | 5  | Nelson Piquet      | Brabham-BMW       | 77    | + 21 s 969                         | 2      | 4      |
| 4    | 35 | Derek Warwick      | Toleman-Hart      | 76    | + 1 tour                           | 13     | 3      |
| 5    | 1  | Keke Rosberg       | Williams-Honda    | 76    | + 1 tour                           | 6      | 2      |
| 6    | 16 | Eddie Cheever      | Renault           | 76    | + 1 tour                           | 14     | 1      |
| 7    | 4  | Danny Sullivan     | Tyrrell-Ford      | 75    | + 2 tours                          | 19     |        |
| 8    | 29 | Marc Surer         | Arrows-Ford       | 75    | + 2 tours                          | 22     |        |
| 9    | 30 | Thierry Boutsen    | Arrows-Ford       | 74    | + 3 tours                          | 20     |        |
| 10   | 25 | Jean-Pierre Jarier | Ligier-Ford       | 73    | + 4 tours                          | 21     |        |
| 11   | 8  | Niki Lauda         | McLaren-TAG       | 71    | Panne électrique                   | 12     |        |
| 12   | 17 | Kenny Acheson      | RAM-Ford          | 71    | + 6 tours                          | 24     |        |
| Nc.  | 12 | Nigel Mansell      | Lotus-Renault     | 68    | Non classé                         | 7      |        |
| Nc.  | 26 | Raul Boesel        | Ligier-Ford       | 66    | Non classé                         | 23     |        |
| Abd. | 3  | Michele Alboreto   | Tyrrell-Ford      | 60    | Moteur                             | 18     |        |
| Abd. | 27 | Patrick Tambay     | Ferrari           | 56    | Turbo                              | 1      |        |
| Abd. | 36 | Bruno Giacomelli   | Toleman-Hart      | 56    | Turbo                              | 16     |        |
| Abd. | 15 | Alain Prost        | Renault           | 35    | Turbo                              | 5      |        |
| Abd. | 31 | Corrado Fabi       | Osella-Alfa Romeo | 28    | Moteur                             | 25     |        |
| Abd. | 11 | Elio De Angelis    | Lotus-Renault     | 20    | Allumage                           | 11     |        |
| Dsq. | 7  | John Watson        | McLaren-TAG       | 18    | Disqualifié                        | 15     |        |
| Abd. | 28 | René Arnoux        | Ferrari           | 9     | Moteur                             | 4      |        |
| Abd. | 23 | Mauro Baldi        | Alfa Romeo        | 5     | Fuite d'eau                        | 17     |        |
| Abd. | 9  | Manfred Winkelhock | ATS-BMW           | 1     | Moteur                             | 8      |        |
| Abd. | 2  | Jacques Laffite    | Williams-Honda    | 1     | Sortie de piste                    | 10     |        |
| Abd. | 32 | Piercarlo Ghinzani | Osella-Alfa Romeo | 1     | Moteur                             | 26     |        |

## Pole position et record du tour
- Pole position : Patrick Tambay en 1 min 06 s 554 (vitesse moyenne : 221,991 km/h).
- Meilleur tour en course : Nelson Piquet en 1 min 09 s 948 au 6e tour (vitesse moyenne : 211,220 km/h).

## Tours en tête
- Nelson Piquet : 59 (1-59)
- Riccardo Patrese : 18 (60-77)

## À noter
- 2e victoire pour Riccardo Patrese.
- 32e victoire pour Brabham en tant que constructeur.
- 5e victoire pour Motorsport en tant que motoriste.
- John Watson a été disqualifié pour avoir effectué un dépassement durant le tour de formation.
- À l'issue de cette course, Nelson Piquet est champion des pilotes (il devient le premier pilote champion du monde sur une voiture équipée du moteur turbocompressé), et Ferrari est champion du monde des constructeurs.